# Peta dalmatinska brigada NOVJ-a
Peta dalmatinska brigada NOVJ-a formirana je 3. veljače 1943. godine u Bosanskom Grahovu, u jačini od 4 bataljuna. Njezin sastav činili su Prvi bataljun (Dinarski), Drugi bataljun (Kninski), Treći bataljun (Primorski) i Četvrti bataljun (Mosorski). Brigada je u trenutku formiranja imala ukupno 550 boraca. Bila je podvrgnuta zapovjedništvu štaba 4. Operativne zone Hrvatske do 12. veljače 1943. godine. Od formiranja Devete dalmatinske divizije do 12. travnja 1943. Peta dalmatinska brigada bila je u njezinom sastavu.
U bitci na Neretvi vodila je borbe na sektoru Imotskog, Posušja i Širokog Brijega. Pri prelasku Neretve i Prenja 9. divizija bila je zadužena za transport i osiguranje Centralne bolnice NOVJ-a. Tom prilikom je cijela divizija, uključujući i Petu dalmatinsku brigadu bila zahvaćena tifusom.
Peta dalmatinska brigada bila je rasformirana 12. travnja 1943. u Nevesinju, Njezinim dotadašnjim borcima uglavnom je bila popunjena Treća dalmatinska udarna brigada NOVJ-a. Ponovno je formirana kao potpuno nova brigada pod istim nazivom 13. kolovoza 1943. u selu Plavnom kraj Knina od postrojbi Kninskog sektora. U to je vrijeme imala oko 1300 boraca. U početku je nazivana Kninskom brigadom, a bila je poznata i pod nazivom Prva brigada Devetnaeste divizije NOVJ-a.
Od formiranja 19. divizije pa do kraja rata Peta dalmatinska brigada borila se u njezinom sastavu. Tijekom rujna 1943. sudjelovala je u razoružavanju talijanskih trupa u sjevernoj Dalmaciji i borbama protiv njemačke 114. lovačke divizije. U sastavu svoje divizije ulagala je velike napore da održi slobodni teritorij i važne puteve za snabdjevanje u sjevernoj Dalmaciji, odolijevajući znatnoj koncentraciji osovinskih trupa i čestim ofenzivnim pokušajima.
U prosincu 1943. Peta dalmatinska brigada nalazila se u obrani slobodnog teritorija u oblasti Bosanskog Grahova od njemačke operacije Ziethen a u veljači 1944. s ostalim postrojbama svoje divizije predstavljala je metu operacije „Emil“ u predjelu Velebita.
Tijekom rujna i listopada 1944. sudjelovala je u ofenzivnim operacijama svoje divizije i u oslobađanju Benkovca. Nakon toga, predstavljala je zapadnu napadnu kolonu i sudjelovala u likvidaciji pokušaja prodora njemačkih snaga iz opkoljenog Knina tijekom Kninske operacije.
Tijekom Ličko-primorske i Tršćanske operacije protiv 15. i 97. njemačkog korpusa 19. divizija predstavljala je središnju napadnu kolonu i bila obvezana da frontalnim napadima lomi otpor utvrđenih neprijateljskih formacija. Tijekom ovih borbi Peta dalmatinska brigada sudjelovala je u oslobađanju Udbine, Senja, Crikvenice, Kraljevice i Sušaka. Posljednja ratna operacija Pete dalmatinske brigade bila je sudjelovanje u opkoljavanju i uništenju 97. njemačkog korpusa kod Ilirske Bistrice.
Kroz brigadu je prošlo oko 4500 boraca, od kojih je oko 900 poginulo. Odlikovana je Ordenom zasluga za narod sa zlatnom zvijezdom i Ordenom bratstva i jedinstva sa zlatnim vijencem.